# 工藤吉彦
工藤 吉彦（くどう よしひこ、1946年12月5日 - ）は、千葉県出身のプロゴルファー。
兄の工藤幸裕もプロゴルファー。

## 来歴
兄・幸裕と同じ我孫子ゴルフ倶楽部出身で、1969年にプロ入りする。
1978年の千葉県オープンでは上原忠明・渡辺由己・井岡誠・山高孝信に次ぐと同時に常陸文男と並んでの5位タイに入り、1980年のブリヂストントーナメントでは3日目に尾崎直道・金本章生・前田新作、ニック・ファルド（イギリス）と並んでの8位タイに着けた。
1983年の武富士サイパンでは初日を金井清一・青木基正・杉田勇・佐野修一と並んでの3位タイでスタートし、1986年のブリヂストントーナメントを最後にレギュラーツアーから引退。